# خاویر ساویولا
خاویر پدرو ساویلا فرناندز (به اسپانیایی: Javier Pedro Saviola Fernández)(زادهٔ ۱۱ دسامبر ۱۹۸۱ در بوئنوس آیرس) بازیکن فوتبال حرفه‌ای سابق اهل آرژانتین است. بیشتر شهرت وی به خاطر سرعت بالا و همچنین بازی در دو تیم بارسلونا و رئال مادرید می‌باشد. نام او در فهرست فیفا ۱۰۰ دیده می‌شود.